# Her Private Life (serie televisiva)
Her Private Life (그녀의 사생활?; lett. "La vita privata di quella donna"; anche nota come La mia vita segreta) è una serie televisiva sudcoreana trasmessa su tvN dal 10 aprile al 30 maggio 2019. È basata sul romanzo del 2007 Nuna fan dot com (누나팬닷컴?) di Kim Sung-yeon.

## Trama
Sung Deok-mi, talentuosa curatrice capo del museo d'arte Cheum, è in segreto una fan di Cha Shi-an del gruppo idol White Ocean e amministratrice di uno dei suoi fansite più popolari. Quando la direttrice del museo d'arte Uhm So-hye viene indagata per frode, al suo posto subentra Ryan Gold, un artista che ha abbandonato la pittura. Incontratisi per organizzare una mostra, Deok-mi e Shi-an sono vittima di un malinteso che scatena pettegolezzi su una loro relazione e attacchi anche fisici da parte delle fan nei confronti di Deok-mi. Ryan suggerisce quindi alla donna di fingere di uscire insieme per tenere alla larga le fan: lo stratagemma ha successo, ma Cindy, amministratrice di un altro fansite su Cha Shi-an, si fa assumere al museo come tirocinante per controllare che sia la verità. Ryan e Deok-mi si vedono quindi costretti a portare avanti la messinscena.

## Personaggi
- Sung Deok-mi, interpretata da Park Min-young
- Ryan Gold, interpretato da Kim Jae-wook
- Nam Eun-gi, interpretato da Ahn Bo-hyun
- Cha Shi-an, interpretato da Jung Jae-won
- Sung Geun-ho, interpretato da Maeng Sang-hoon
- Go Young-sook, interpretata da Kim Mi-kyung
- Lee Seon-joo, interpretata da Park Jin-joo
- Uhm So-hye, interpretata da Kim Sun-young
- Cindy/Kim Hyo-jin, interpretata da Kim Bo-ra
- Kim Yoo-seob, interpretato da Jung Won-chang
- Yoo Kyung-ah, interpretata da Seo Ye-hwa
- Kang Seung-min, interpretato da Im Ji-kyu
- Joo-hyuk, interpretato da Yoo Yong-min
- Choi Da-in, interpretata da Hong Seo-young
- Nam Se-yeon, interpretata da Park Myung-shin
- Gong Eun-young/Lee Sol, interpretata da Lee Il-hwa

## Ascolti
| Episodio | Data di trasmissione | Dati AGB            | Dati AGB                   | Dati TNMS           |
| Episodio | Data di trasmissione | A livello nazionale | Area metropolitana di Seul | A livello nazionale |
| -------- | -------------------- | ------------------- | -------------------------- | ------------------- |
| 1        | 10 aprile 2019       | 2,661%              | 3,572%                     | 3,395%              |
| 2        | 11 aprile 2019       | 2,410%              | 2,921%                     | 3,504               |
| 3        | 17 aprile 2019       | 2,432%              | 2,576%                     | 3,153%              |
| 4        | 18 aprile 2019       | 2,347%              | 2,600%                     | 3,120%              |
| 5        | 24 aprile 2019       | 2,539%              | 3,079%                     | 3,091%              |
| 6        | 25 aprile 2019       | 2,675%              | 3,392%                     | 2,986%              |
| 7        | 1 maggio 2019        | 2,716%              | 3,364%                     | 3,213%              |
| 8        | 2 maggio 2019        | 2,808%              | 3,246%                     | 3,608%              |
| 9        | 8 maggio 2019        | 3,085%              | 3,381%                     | 3,814%              |
| 10       | 9 maggio 2019        | 2,730%              | 3,243%                     | 3,368%              |
| 11       | 15 maggio 2019       | 2,697%              | 3,250%                     | 3,808%              |
| 12       | 16 maggio 2019       | 2,793%              | 3,587%                     | 3,570%              |
| 13       | 22 maggio 2019       | 2,655%              | 3,008%                     | 3,346%              |
| 14       | 23 maggio 2019       | 2,735%              | 2,888%                     | 3,478%              |
| 15       | 29 maggio 2019       | 2,474%              | 2,618%                     | 3,495%              |
| 16       | 30 maggio 2019       | 2,864%              | 3,341%                     | 3,279%              |
| Media    | Media                | 2,664%              | 3,129%                     | 3,389%              |

## Colonna sonora
1. Help Me – (G)I-DLE
2. Floating (둥둥) – Hong Dae-kwang
3. Shining Star – IN2IT
4. Maybe – Lee Hae-ri (Davichi)
5. Happy – 1615
6. Think of You – Ha Sung-woon
7. Sunny Again – RUNY

## Riconoscimenti
- Korea Drama Award
  - 2019 – Candidatura Miglior colonna sonora originale a Maybe (Lee Hae-ri)[3]